# روني جيلبرت
روث أليس «روني» جيلبرت (الإنجليزيّة: Ruth Alice "Ronnie" Gilbert) من مواليد 7 سبتمبر/أيلول 1926 وتوفيت 6 يونيو/حزيران 2015، مغنية أمريكيّة فولكلوريّة وكاتبة أغانٍ وممثلة وناشطة سياسيّة. كانت روني جيلبرت أحد الأعضاء الأصليّين في الرباعيّ الموسيقيّ Weavers ككونترالتو إضافةً إلى بيت سيغر ولي هايز وفريد هيليرمان.

## الحياة الباكرة
ولدت جيلبرت في بروكلن في مدينة نيويورك وقد اعتبرت نفسها ابنة نيويورك طيلة حياتها. كان والداها مهاجرين يهوديَّين من شرق أوروبا. والدتها سارة من وارسو من بولندا صانعةَ فساتين (حائكة) ونقابيّة عماليّة، وكان والدها تشارلز جيلبرت من أوكرانيا عاملاً في مصنع.
ذهبت جيلبرت إلى واشنطن خلال الحرب العالميّة الثانية. واجهت جيلبرت آلان لوماكس ووودي جوتير ومغنين فلكلوريّين آخرين. ارتادت جيلبرت مدرسة أنكوستيا الثانويّة، وقد طُردت فيما بعد بسبب مقاومتها للمشاركة في بعض العروض الغنائيّة. أدَّت أوائل الأربعينات مع Priority Ramblers قبل تأسيس فرقة Weavers مع بيت سيغر.

## المسيرة الفنية
وُصف غناء جيلبرت بأنه «كريستاليّ وكونترالتو غامق.»
خلال الأغنيات التي قدَّمتها جيلبرت مع فرقة Weavers، يُسمع صوتها ممتزجاً بالأصوات الأخرى أحياناً ومرتفعاً عنها أحياناً أُخرى، كأغنيات ذيس لاند إز يور لاند (الإنجليزيّة: This Land Is Your Land) وإف أي هاد أي هامر (الإنجليزيّة: If I Had a Hammer) وأون توب أوف أولد سموكي (الإنجليزيّة: On Top of Old Smoky) وجودنايت إيرين (الإنجليزيّة: Goodnight, Irene) وكيسز سويتر ذان واين (الإنجليزيّة: Kisses Sweeter than Wine) وتزينا تزينا تزينا (الإنجليزيّة: Tzena, Tzena, Tzena).

### بداياتها الموسيقية ونشاطها
كانت فرقة Weavers ذات شعبيّة وتأثير هائلين، إذ أُدرجت هذه الفرقة على القائمة السوداء أوائل الخمسينات خلال فترة من انتشار الشعور المناهض للشيوعيّة بشكل كبير، وذلك بسبب تعاطف هذه الفرقة مع التوجُّهات اليساريّة. بعد حلّ فرقة Weavers عام 1953 بعدما أُدرجت على القائمة السوداء، استمرت جيلبرت في نشاطها على المستوى الشخصيّ، حيث سافرت عام 1961 إلى كوبا على متن رحلة أعادتها في اليوم ذاته إلى الولايات المتحدة، حيث حظرت الولايات المتحدة الأمريكيّة السفر إلى كوبا. شاركت جيلبرت أيضاً في احتجاجات باريس عام 1968 بعدما سافرت إلى فرنسا بغية العمل مع المخرج المسرحيّ البريطانيّ بيتر بروك.
عام 1971، انتقلت جيلبرت إلى بيركلي وبدأت بالتعلُّم وتوفير العلاج. في العام التالي، التحقت جيلبرت بمدرسة للدراسات العليا. بحلول عام 1974 حصلت جيلبرت على درجة الماجستير في علم النفس الفيزيولوجيّ وعملت كمعالجة نفسيّة لعدة سنوات.

### عملها مع هولي نير
عام 1974 أهدت هولي نير ألبومها أي لايف ألبوم (الإنجليزيّة: A Live Album) إلى جيلبرت. في ذلك الوقت، لم تعلم نير حتى إذا ما كانت جيلبرت على قيد الحياة أم لا، لذا لم تسأل جيلبرت حتّى أو تأخذ منها تصريحاً. اكتشفت فيما بعد جيلبرت هذا الأمر من خلال ابنتها والتقت بعد فترة وجيزة بنير. وفي عام 1980 صُوِّر فيلم جزء من ويفرز: لم يكن هذا الوقت!" (الإنجليزيّة: The Weavers: Wasn't That a Time!) في عليّة بيت جيلبرت. وبعدما سجَّلت نير جزئها الخاص بها في الفيلم، ترك صانع الفيلم الكاميرا تعمل وغنَّت نير وجيلبرت أغنية هاي أونا موجير (الإسبانيّة: Hay Una Mujer). تُركت هذه الأغنية في الفيلم وقد دعا الجمهور شركة تسجيلات نير لإيضاح ما إذا كانت نير وجيلبرت ستقومان بجولة غنائيّة معاً. تقول جيلبرت أن هذه مثَّلت "قفزةً خلقت شراكةً موسيقيّة [بينها وبين نير]." وقد قامت كلتا الفنَّانتين بجولة غنائيّة على مستوى الولايات المتحدة عام 1983 لألبومهما لايف لاين (الإنجليزيّة: Lifeline).
انضمّ إلى جيلبرت ونير أرلو جوتير وبيتر سيغر لإصدار ألبوم رباعيّ عام 1984 تحت عنوان HARP (جمع هذا الاسم الأحرف الأولى لأسماء الفنَّانين الأربعة). وخلال هذه الجولة التقت جيلبرت بشريكتها وزوجتها المستقبليّة دونّا كورونز. وقد أفصحت جيلبرت عن ميولها المثليّة بعدما بدأت بمواعدة كورونز.
عام 1985، قامت جيلبرت ونير وجوتير وسيغر بالغناء في احتفال ولاية أوهايو. كما أدَّت في مهرجان ميتشيجن لموسيقى النساء بدورته العاشرة وفي مهرجان ريدوود الأول مع نير. كما أدَّت في مهرجان فانكوفر الفلكلوريّ والمهرجان الوطنيّ لموسيقى النساء وفي احتفال Sisterfire.
عام 1986 قامت جيلبرت ونير بتسجيل أغنية سلينغينغ وذ يو (الإنجليزيّة: Singing With You).
خلال هذه الفترة كتبت جيلبرت عن الناشطة الإيرلنديّة الأمريكيّة والمنظِّمة العماليّة ماري هاريس جونز، كما كتبت عنها في عملٍ آخر اعتماداً على كتاب الكاتب ستودز تيركل Coming of Age.

### آواخر مسيرتها الفنية ونشاطها
عام 1991 سجَّلت جيلبرت أغنيات لينكولين أند ليبرتي (الإنجليزيّة: Lincoln and Liberty) ووين جوني كومز مارشينج هوم (الإنجليزيّة: When Johnny Comes Marching Home) بألبوم سونغز أوف ذا سيفيل وور (الإنجليزيّة: Songs of the Civil War).
عام 1992، رافقت جيلبرت جوقة فانكوفر للرجال في أغنية ميوزك إن ماي موذرز داي (الإنجليزيّة: Music in My Mother's House) من ألبوم Signature.
| ”                                                                                         | الأغاني خطيرة، الأغاني مدمرة ويمكن لها أن تغير حياتك. | “ |
| —روني جيلبرت، حول تأثيرات الاستماع إلى أغنيات باول روبنسون عندما كانت في العاشرة من عمرها |                                                       |   |

استمرت جيلبرت بالقيام بجولات والظهور في مسرحيات ومهرجانات فلكلوريّة ومهرجانات موسيقيّة في الثمانينات من عمرها. كما استمرت بالعمل الاحتجاجيّ في مجموعات كمجموعة «نساء بالسواد» للاحتجاج على الاحتلال الإسرائيليّ للأراضي الفلسطينيّة إضافةً إلى سياسات الولايات المتحدة في الشرق الأوسط. عام 2006 تلقت فرقة Weavers جائزة من غرامي. قبلت جيلبرت وهيلرمان الجائزة، حيث كان بيت سيغر غير قادر على حضور الاحتفاليّة، فيما كان هايز قد مات عام 1981. وقد تُوفِّي سيغر عام 2014.

## الحياة الشخصية
تزوجت جيلبرت من مارتن ويج منذ عام 1950 حتى 1959، وقد أنجبا طفلةً واحدة، ليزا عام 1952. انتهى زواجهما بالطلاق. عام 2004، تزوّجت جيلبرت من شريكتها لحوالي عقدين ومديرتها دونا كورونز، عندما شرّع عمدة المدينة جافين نيوسم زواج المثليين مؤقتاً في سان فرانسيسكو. انتقلت جيلبرت إلى كاسبار كاليفورنيا عام 2006.
توفيت جيلبرت في السادس من يونيو/حزيران عام 2015، في مرفق التمريض في ملي فالي في كاليفورنيا لأسباب طبيعيّة في عمر الثامنة والثمانين.